# Liste der Baudenkmäler in Eller
Die Liste der Baudenkmäler in Eller enthält die denkmalgeschützten Bauwerke auf dem Gebiet von Düsseldorf-Eller, Stadtbezirk 8, in Nordrhein-Westfalen. Diese Baudenkmäler sind in der Denkmalliste der Stadt Düsseldorf eingetragen; Grundlage für die Aufnahme ist das Denkmalschutzgesetz Nordrhein-Westfalen (DSchG NRW).

## Baudenkmäler
| Bild                                             | Bezeichnung                                                                      | Lage                                                                                               | Beschreibung                                  | Bauzeit             | Eingetragen seit   | Denkmal- nummer |
| ------------------------------------------------ | -------------------------------------------------------------------------------- | -------------------------------------------------------------------------------------------------- | --------------------------------------------- | ------------------- | ------------------ | --------------- |
| weitere Bilder                                   | Pfarramt                                                                         | Alt-Eller 31 Karte                                                                                 |                                               | 1904                | 26. März 1985      | A 875           |
| weitere Bilder                                   | Gymnasium Bernburger Straße (ehemals Gemeinschaftshauptschule Bernburger Straße) | Bernburger Straße 44 Karte                                                                         |                                               | 1913–1914           | 13. Dezember 1995  | A 1327          |
|                                                  |                                                                                  | Deutzer Straße 67 Karte                                                                            |                                               | 18., 19. Jh.        | 22. Oktober 1987   | A 1081          |
|                                                  |                                                                                  | Ellerkirchstraße 2 Karte                                                                           | ehem. Standort der Eller Dorfkirche 1829–1901 | 1903                | 13. September 1984 | A 707           |
| weitere Bilder                                   | Rathaus Eller                                                                    | Gertrudisplatz 6, 8 Karte                                                                          |                                               | 1900                | 12. April 1984     | A 577           |
| weitere Bilder                                   | St. Gertrud                                                                      | Gertrudisplatz 26 Karte                                                                            |                                               | 1900–1901           | 12. April 1984     | A 578           |
| weitere Bilder                                   | Wohnhaus mit Ladenlokal                                                          | Gumbertstraße 79 Karte                                                                             |                                               | 1911                | 12. November 1984  | A 741           |
| weitere Bilder                                   | ehemalige Löwenburg                                                              | Gumbertstraße 120 Karte                                                                            |                                               | 1874, 1901          | 4. Januar 1984     | A 500           |
|                                                  |                                                                                  | Gumbertstraße 172 Karte                                                                            |                                               | 1905                | 4. Januar 1984     | A 501           |
| Holländisches Haus                               | Holländisches Haus                                                               | Gumbertstraße 188 Karte                                                                            |                                               | 1648, 1813          | 21. Februar 1983   | A 318           |
| ehem. Mühle                                      | ehem. Mühle                                                                      | Gumbertstraße 199 Karte                                                                            |                                               | 18. Jh.             | 4. Januar 1984     | A 502           |
|                                                  |                                                                                  | Heidelberger Straße 28 Karte                                                                       |                                               | 1906                | 8. Dezember 1998   | A 1454          |
| Gutshof Eller                                    | Gutshof Eller                                                                    | Heidelberger Straße 30, 30a Karte                                                                  |                                               | 1902–1905           | 4. Januar 1984     | A 504           |
| Chauffeurhaus des Schlosses, jetzt Bezirksmuseum | Chauffeurhaus des Schlosses, jetzt Bezirksmuseum                                 | Heidelberger Straße 30b Karte                                                                      |                                               | 1909–1910           | 4. Januar 1984     | A 503           |
| weitere Bilder                                   | Schloss Eller mit Park und Nebengebäuden                                         | Heidelberger Straße 34–42 Karte                                                                    |                                               | 14. Jh., 1826, 1902 | 4. Januar 1984     | A 505           |
| Fußgängerbrücke                                  | Fußgängerbrücke                                                                  | Kikweg Karte                                                                                       |                                               | ca. 1905–1910       | 19. Februar 2003   | A 1506          |
|                                                  |                                                                                  | Oelser Straße 9 Karte                                                                              |                                               | ca. 1900            | 22. Mai 1992       | A 1236          |
| weitere Bilder                                   | Richardstraße 108 + 110                                                          | Richardstraße 108, 110, 112, 114, 116, 118 Karte                                                   |                                               | 1909                | 12. Januar 1984    | A 511           |
| Luisenheim, ehem. Villa Graffweg                 | Luisenheim, ehem. Villa Graffweg                                                 | Schloßallee 2 Karte                                                                                |                                               | 1908–1909           | 15. Februar 1983   | A 317           |
| weitere Bilder                                   | Schlosskirche                                                                    | Schloßallee 6 Karte                                                                                |                                               | 1905                | 7. Juni 1984       | A 627           |
| Bahnhof Eller                                    | Bahnhof Eller                                                                    | Vennhauser Allee 89 Karte                                                                          |                                               | Ende 19. Jh.        | 1. April 1985      | A 881           |
|                                                  |                                                                                  | Von-Krüger-Straße 1–39, 2, 12–16, 30, Josef-Stick-Straße 1, 2, 3, 5, Vennhauser Allee 19, 21 Karte |                                               | 1958–1960           | 12. Februar 2003   | A 1511          |
| Friedhofskapelle                                 | Friedhofskapelle                                                                 | Werstener Feld 203 Karte                                                                           |                                               | 1925                | 17. Mai 1994       | A 1312          |
| Hochkreuz                                        | Hochkreuz                                                                        | Werstener Feld 203 Karte                                                                           |                                               | 1909                | 16. November 2010  | A 1602          |
| weitere Bilder                                   | Wohnhaus                                                                         | Zeppelinstraße 8 Karte                                                                             | Wohnhaus der Neurenaissance                   | 1913–1914           | 23. Februar 1982   | A 61            |